# Niclas Engelin
Niclas Engelin (nascido em 27 de dezembro de 1972) é um guitarrista de heavy metal sueco, membro das bandas In Flames, Drömriket, Passenger & Engel. Engelin foi o guitarrista principal do Gardenian, e intermitentemente do In Flames, em 5 ocasiões diferentes.
Em 1997, ele substituiu Glenn Ljungström no In Flames, que tinha acabado de sair. Em 1998, Niclas saiu da banda, e o baterista, Björn Gelotte, assumiu a posição de guitarrista. Engelin voltou para substituir Jesper Strömblad quatro vezes desde 1998, quando este precisou se ausentar. Ele voltou brevemente para o In Flames no final de 2006, e novamente em 2009, já que Jesper estava com problemas pessoais, mas sustentou que iria retornar à banda. Niclas também excursionou com o In Flames nas Américas do Norte e do Sul, Austrália, Europa, África do Sul (RAMfest 2012) e partes do Japão na turnê Taste of Chaos. Em 12 de fevereiro de 2010, Jesper saiu do In Flames, justificando que precisava lidar com questões pessoais. Por essa razão, Niclas retornou como guitarrista, planejando ficar até que pudessem encontrar um substituto adequado, mas, em 28 de fevereiro de 2011, a banda decidiu que ele iria tornar-se o guitarrista permanente.
Ele formou a banda Engel, em 2002, com o guitarrista Marcus Sunesson (The Crown).
Em maio de 2011, Engelin ganhou o patrocínio das guitarras B.C. Rich, usando o modelo Warlock Pro X com captadores EMG 81 e 60 banhados a ouro. Engelin é, desde 2012, patrocinado pela Gibson Guitar Corporation.
Drömriket, um projeto iniciado por Niclas e pelo baterista Magnus "ADDE" Andreasson (Hardcore Superstar), juntamente com o vocalista Ralf Gyllenhammar (Mustasch) e Jonas Slättung (baixo e vocais), lançou seu álbum homônimo de estreia em maio de 2014 pela Gain Records, na Suécia.

## Discografia

### Com Sarcazm
- Breath, Shit, Excist... (1993)

### Com Gardenian
- Two Feet Stand (1997)
- Soulburner (1999)
- Sindustries (2000)

### Com Passenger
- Passenger(2003)

### Com Engel
- Absolute Design (2007)
- Threnody (2010)
- Blood of Saints (2012)
- Raven Kings (2014)[3]

### Com In Flames
- Siren Charms (2014)
- Battles (2016)

### Com Drömriket
- Drömriket (2014)